# Ward Coucke
Ward Coucke (Waregem, 8 oktober 1981) is een Belgisch voormalig volleyballer.

## Levensloop
Coucke begon met volleyballen bij VC Kuros Zulte, in 2005 maakte hij de overstap naar VC Puurs en het daaropvolgende seizoen naar Knack Roeselare. Met deze club werd hij in seizoen 2006-'07 landskampioen. In 2007 maakte hij de overstap naar Volley Asse-Lennik en hierop aansluitend naar het Franse Narbonne Volley. Na een seizoen bij deze Franse club keerde hij in 2009 terug naar de Belgische competitie, alwaar hij aan de slag ging bij Volley Menen. Met deze club bereikte hij in seizoen 2011-'12 de halve finales van de Challenge Cup. Vervolgens ging hij wederom een seizoen aan de slag in de Franse competitie, ditmaal bij Tourcoing Lille Métropole. Vanaf 2013 verdedigde Coucke de kleuren van VBC Waremme en in 2016 maakte hij de overstap naar VT Lendelede. Vervolgens was hij een seizoen actief bij VC Felco Gavere en vervolgens wederom VT Lendelede. Vanaf 2020-'21 kwam hij opnieuw uit voor VC Felco Gavere.
Ook was hij actief in het beachvolleybal. In deze discipline vormde hij achtereenvolgens een team met Ron Anderhof, Kristof Hoho, Audry Frankart en Tom van Walle. In totaal werd hij achtmaal Belgisch kampioen. In 2002 en '03 met Anderhof, in 2006 met Hoho, in 2007 en '10 met Frankart en ten slotte in 2011, '12 en '13 met Van Walle. Ook behaalde hij er eenmaal zilver (met Anderhof in 2004) en eenmaal brons (met Frankart in 2008).